# East Knoyle
East Knoyle est une paroisse civile et un village du Wiltshire, en Angleterre.